# Guldcypres
Guldcypres (Callitropsis) er en lille slægt med kun to arter. DNA-undersøgelser fra 2004 har vist, at slægten står tæt på Enebær og Cypres-slægten, men ikke på Ædelcypres. 
| Arter |

- Nutkacypres (Callitropsis nootkatensis)
- Vietnamesisk guldcypres (Callitropsis vietnamensis)